# Hartberg

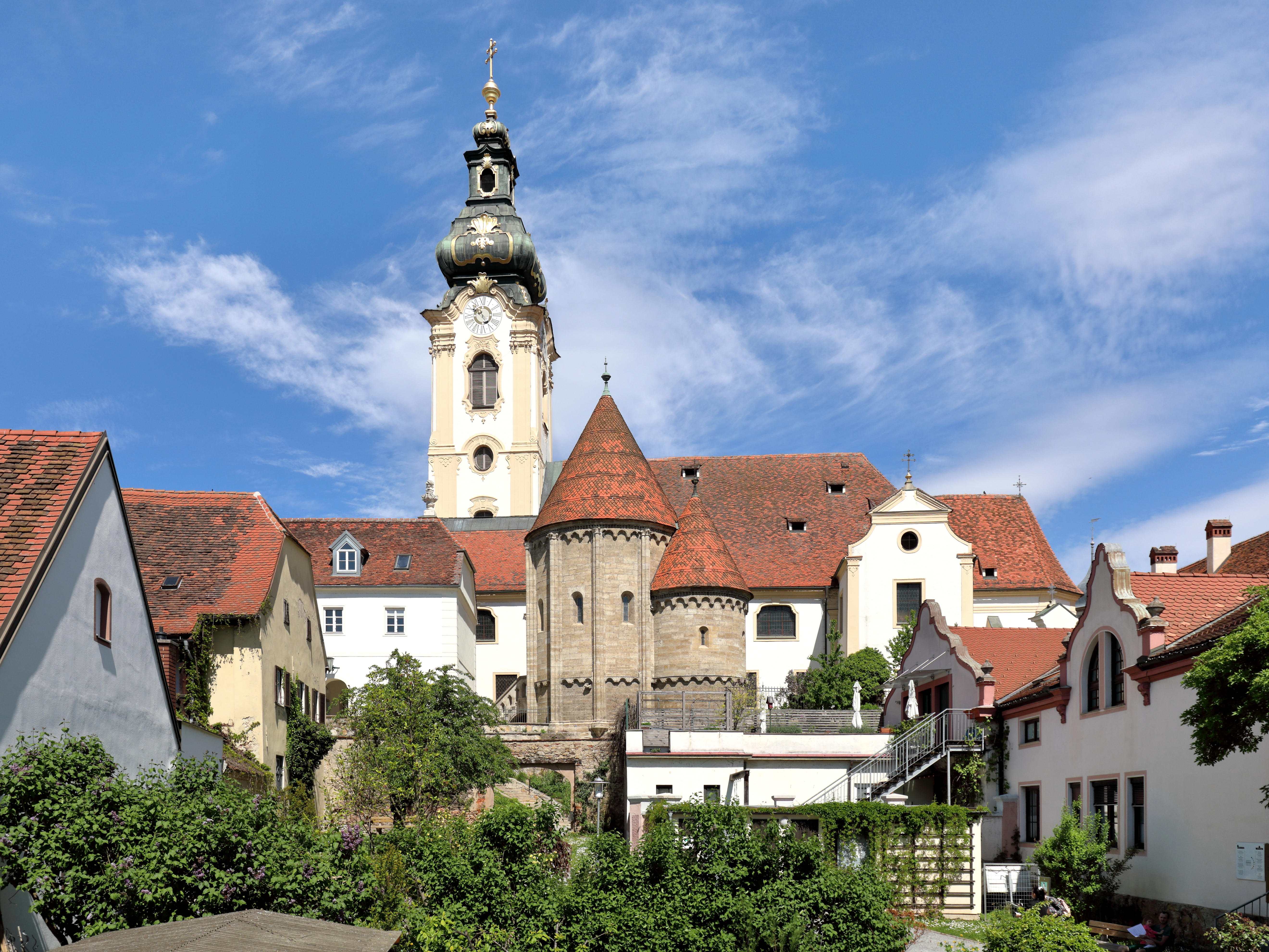
Hartberg

Hartberg este un oraș situat în districtul Hartberg-Fürstenfeld, landul Steiermark, Austria.

## Personalități născute aici
- Werner Kogler (n. 1961), politician.